# Musculus pubococcygeus
Der Musculus pubococcygeus (lat. für „Schambein-Steißbein-Muskel“, gesprochen pubokokzygeus) – kurz auch PC – ist einer der Muskeln, die die männlichen und weiblichen Geschlechtsorgane im Bereich des Beckenbodens umgeben. Er ist ein Teil des Musculus levator ani. Seine Position ist leicht zu erkennen, weil er jener Muskel ist, mit dem das Urinieren unterbrochen werden kann. Bei Frauen kann er auch vaginal erfühlt werden.

## Anatomie

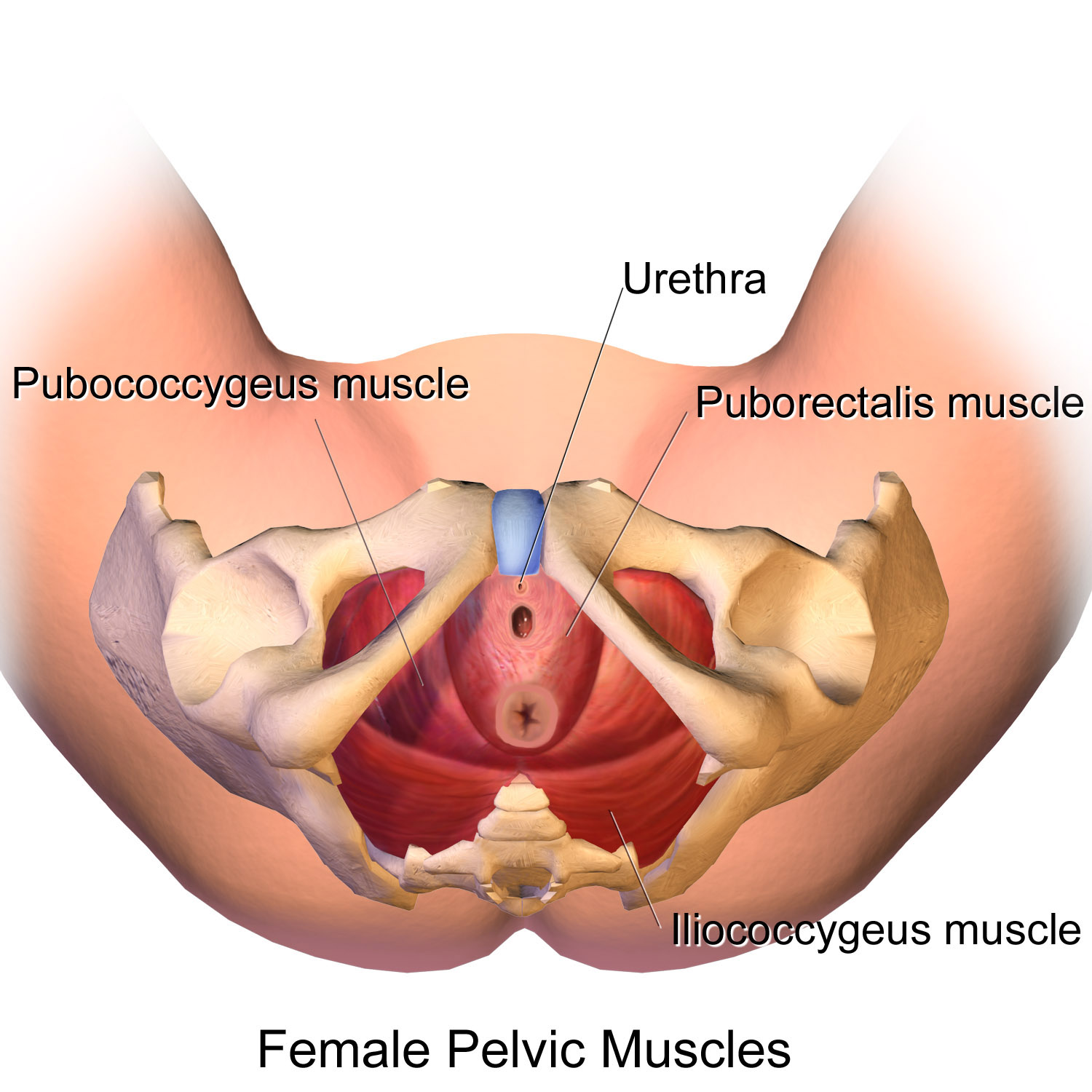
Beckenbodenmuskulatur der Frau unter anderem mit Musculus pubococcygeus

Der Muskel entspringt am Körper des Schambeins (Corpus ossis pubis) und zieht zum Steißbein. Anhand der Lagebeziehungen zu den Beckenorganen wird der Muskel weiter untergliedert in den:
- Musculus puboprostaticus („Schambein-Prostata-Muskel“; Synonym Musculus levator prostatae) bzw. Musculus pubovaginalis („Schambein-Scheiden-Muskel“) sowie bei beiden Geschlechtern den
- Musculus puboanalis.

## Training des Musculus pubococcygeus

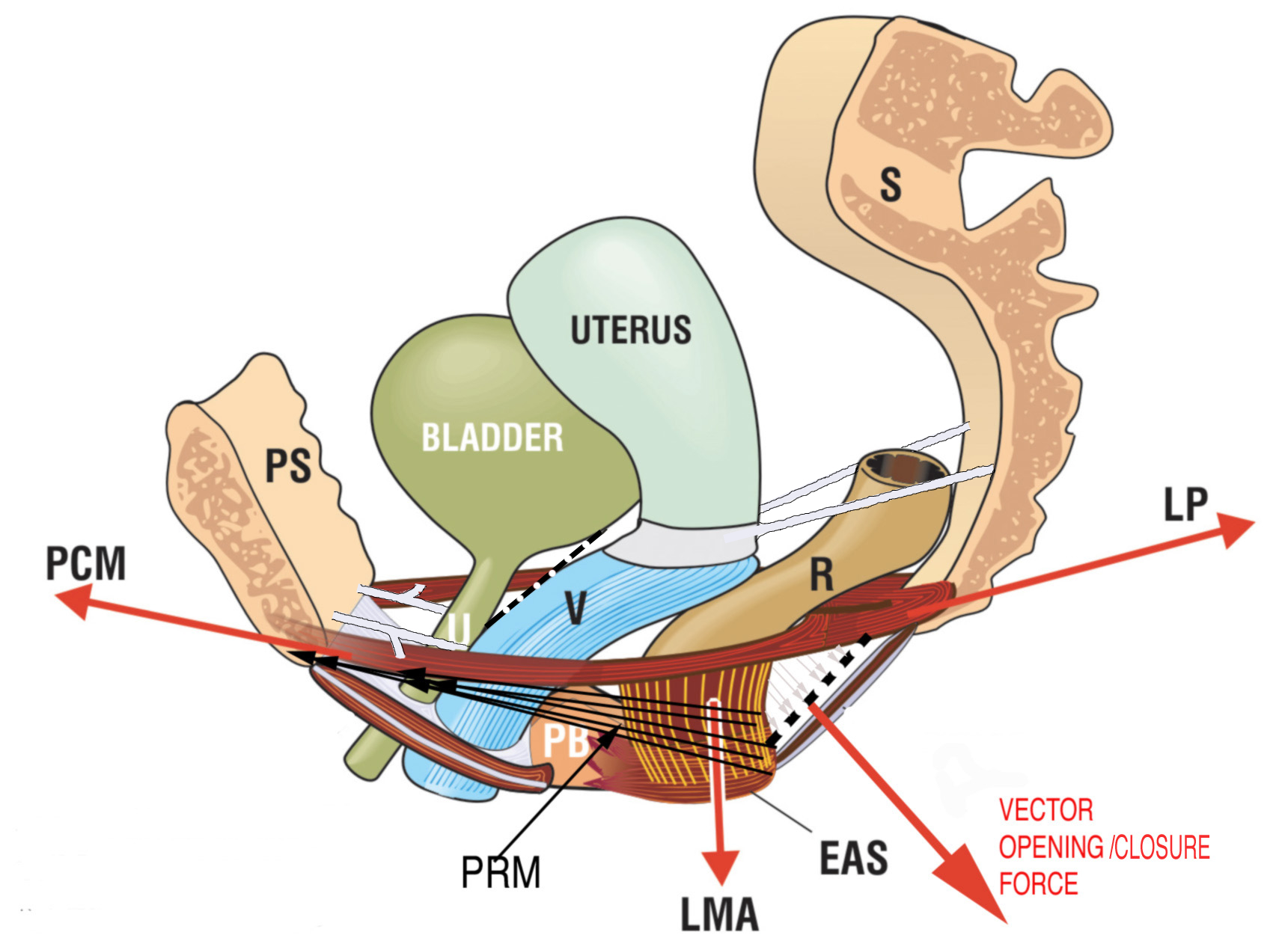
Hauptkräfte kontrahieren oder entspannen sich gegen die suspensorischen Beckenbänder.

Der Muskel arbeitet sowohl nach reflexhafter (vegetatives Nervensystem) als auch nach willkürlicher (somatisches Nervensystem) Steuerung. Deshalb kann er wie jeder andere willkürlich steuerbare Muskel trainiert werden. Das Trainieren des PC kann helfen, die sexuelle Gefühlsintensität zu erhöhen, und ist auch ein probates Mittel gegen Stuhlinkontinenz.
Vier Hauptkräfte kontrahieren bzw. entspannen sich gegen die suspensorischen Beckenbänder, „PUL“ an der Urethra „U“ und USL am Uterus in einer koordinierten Weise, um die Urethra „U“ Vagina „V“ und Rektum „R“ zu schließen oder zu öffnen. Die vorderen und hinteren Bänder („PUL“, „USL“) ziehen sich dabei zusammen. PUL = pubourethrales Ligament; „USL“ = Ligamentum uterosacralis; „PCM“ = vorderer Teil des Musculus pubococcygeus; „LP“ = Levator-Platte; „LMA“ = gemeinsamer longitudinaler Muskel des Anus; „PS“ = Schambeinfuge; „S“ = Kreuzbein; „EAS“ = Musculus sphincter ani externus. Perspektive: sitzende Position.
Bei vielen neueren gymnastischen Ansätzen (wie zum Beispiel Callanetics) kommt dem Training des PC-Muskels große Bedeutung zu. Auch im Tantrismus und in daoistischen Sexualpraktiken ist er sehr wichtig.